# NGC 879
NGC 879 é uma galáxia irregular (I) localizada na direcção da constelação de Cetus. Possui uma declinação de -08° 57' 49" e uma ascensão recta de 2 horas, 16 minutos e 51,3 segundos.
A galáxia NGC 879 foi descoberta em 1886 por Frank Leavenworth.